# Grisolia
Grisolia község (comune) Olaszország Calabria régiójában, Cosenza megyében.

## Fekvése
A megye nyugati részén fekszik, a Tirrén-tenger partján. Határai: Buonvicino, Diamante, Maierà, Mottafollone, San Donato di Ninea, San Sosti, Santa Maria del Cedro és Verbicaro.

## Története
A település alapítására vonatkozóan nincsenek pontos adatok. Grisolie néven első említése a 14. századból származik. A legendák szerint a település területén található barlangban van az alvilág kapuja, ezért a barlangot Hadész kapujának nevezik.

## Népessége
A népesség számának alakulása:

## Főbb látnivalói
- San Rocco-szentély
- Sant’Antonio da Padova-templom
- San Leonardo-templom